# Ait Ishaq
Ait Ishaq  (in berbero: ⴰⵢⵜ ⵙⵃⴰⵇ, Ayt Slaq; in arabo أيت اسحاق‎?) è un centro abitato e comune rurale del Marocco situato nella provincia di Khénifra, regione di Béni Mellal-Khénifra. Conta una popolazione di 19 133 abitanti (censimento 2014).